# لا سينغلا
لا سينغلا (بالإنجليزية: La Singla)‏ هو أحد جبال سلسلة جبال الألب بينيني ويقع في كانتون فاليز في سويسرا. يحتل المرتبة رقم 46 في قائمة جبال سويسرا من حيث الارتفاع، إذ يبلغ ارتفاعه حوالي 3714 متر، بينما يبلغ ارتفاع نتوء الجبل 452 متر، هذا وقد سجل أول وصول لقمة الجبل عام 1867.